# Xã Panther Creek, Quận Cass, Illinois
Xã Panther Creek (tiếng Anh: Panther Creek Township) là một xã thuộc quận Cass, tiểu bang Illinois, Hoa Kỳ. Năm 2010, dân số của xã này là 291 người.